# ボリス・アンドレーエフ
ボリス・アンドレーエフ（ロシア語: Борис Дмитриевич Андреев、1940年10月6日 - ）はロシアの元宇宙飛行士。1983年に身体的理由で引退し、結果的に1度も宇宙飛行をすることが無かった。しかしいくつかのミッションではバックアップメンバーとして務めた。

## 経歴
1940年10月6日にモスクワにて生まれ、1964年にモスクワ・バウマンハイスクールを工学の学位を取得して卒業した
。
1972年3月にソビエト連邦の宇宙飛行士に選抜された。しかしソユーズ16号、ソユーズ32号、ソユーズ35号およびソユーズT-4ミッションでバックアップメンバーを務めたものの、1度も宇宙に行くことはなかった。スカイダイビングの事故の影響で1983年9月に宇宙計画から身を引いた。その後彼はカプセルコミュニケーターとしてフライトコントロールセンターで勤務した。